# Phelister brevistriatus
Phelister brevistriatus är en skalbaggsart som beskrevs av Thomas Casey 1916. Phelister brevistriatus ingår i släktet Phelister och familjen stumpbaggar. Inga underarter finns listade i Catalogue of Life.